# Богданув-Кольонія
Богданув-Кольонія (пол. Bogdanów-Kolonia) — село в Польщі, у гміні Воля-Кшиштопорська Пйотрковського повіту Лодзинського воєводства.
Населення — 127 осіб (2011).
У 1975-1998 роках село належало до Пйотрковського воєводства.

## Демографія
Демографічна структура станом на 31 березня 2011 року:
|          | Загалом | Допрацездатний вік | Працездатний вік | Постпрацездатний вік |
| -------- | ------- | ------------------ | ---------------- | -------------------- |
| Чоловіки | 56      | 13                 | 39               | 4                    |
| Жінки    | 71      | 13                 | 39               | 19                   |
| Разом    | 127     | 26                 | 78               | 23                   |